# جلوه سه‌بعدی صدا
جلوه سه‌بعدی صدا (انگلیسی: 3D audio effect) مجموعه‌ای از جلوه‌های صوتی است که صدای تولید شده توسط بلندگوهای استریو، بلندگوهای صدای فراگیر، آرایه‌های بلندگو یا هدفون را چینش می‌کنند. هدف از این کار اغلب به منظور جلوه دادن تجسم اجسام به صورت سه‌بعدی در ذهن شنونده از طریق صدای پشت، بالا یا پایین وی است.